# Јермени у Србији
Јермени се у Србији појављују у 13. веку, односно од 1218. године и посете Светог Саве Јерменији. Видевши јерменске цркве Свети Сава је одлучио да са собом доведе и јерменске неимаре који су у Србији изградили манастир Витовницу посвећен Успењу Пресвете Богородице, на десној обали реке Витовнице, североисточно од Петровца на Млави. У самом манастиру се чува натпис на црквенословенском и јерменском језику уклесан на плочи од бледожутог мермера (димензија 140 х 47 cm).
Према српском предању, Јермени су у Србију дошли и као војници султана Мурата I, али су је одмах напустили схвативши да су обманути (обећано им је да се неће борити против хришћана). Ови Јермени су прешли на страну кнеза Лазара, у чијој служби су се потом борили против Османлија учествујући и у боју на Косову. Након Косовске битке они су се населили код Сокобање где су изградили манастир Светих архангела, у народу познат као „Јерменчић”.
Током раздобља турске власти у Србији, јерменски трговци се насељавају у Београду и другим већим градовима у којима се стварају мале али за развој трговине веома значајне јерменске заједнице. Пошто је велика већина Јермена традиционално припадала миафизитској Јерменској апостолској цркви, јерменска заједница у Београду је већ током раног раздобља турске власти подигла споствену цркву. Јерменско свештенство у свим европским покрајинама Турске царевине потпадало је под надлежност посебне Јерменске патријаршије са средиштем у Цариграду, па је по том основу и јерменска парохија у Београду представљала симбол присуства посебног миафизитског оријенталног православља на тлу Србије. Међутим, јерменска заједница се током аустријско-турских ратова суочила са истим невољама које су задесиле и православне Србе, услед чега је дошло до знатног осипања заједнице, на шта се надовезала и кампања преверавања у областима које су потпале под хабзбуршку власт, тако да је знатан део Јермена напустио своју традиционалну веру и прешао у Јерменску католичку цркву.
На данашњем Зеленом венцу у Београду постојало је јерменско гробље о чему сведоче и три надгробне плоче на јерменском језику из 17. века, које се данас налазе на Калемегданској тврђави. У Новом Саду је 1762. године саграђена јерменска источнокатоличка црква коју су 1963. порушиле тадашње комунистичке власти под изговором проширења булевара, а на месту некадашњег јерменског храма данас се налази хачкар који подсећа на постојање Јермена у том српском граду. Новосадски хачкар израђен је у стилу Аменапркич са представом Христовог распећа (јерм. Ամէնափրկիչ — „Свети Спаситељ”).
Највећи талас досељавања Јермена у Србију догодио се почетком 20. века након погрома и геноцида који је над тим народом извршен у Турској (између 1915. и 1920). Већ 1935. основано је Удружење Јермена Краљевине Југославије, са седиштем у Далматинској улици број 78 у Београду. Комунистичке власти су након ослобођена конфисковале њихову имовину и срушиле зграду јерменског дома и школе.
Рад Јерменске заједнице Србије обновљен је 26. децембра 1995. године. Заједница окупља око 1.200 породица са око 15.000 чланова српског и јерменског порекла.
Кроз векове у Србији су живели познати Јермени који су својим доприносом обогатили српску науку, културу, музику, уметност, а међу њима су били велики добротвор Сава Ђорђевић (Саак Геворкјан), академик Јаков Хлитчијев, чувени војни лекар Врамшапух Атаљанц (прадеда чувене балерине Ашхен Атаљанц), лекар Амајак Мурадијан, доктор економије Тиран Сукијасовић (Сукиасјан), врло познати у музичкој јавности композитори Петар Озгијан и Варткес Баронијан, некадашњи директор Београдске опсерваторије Вахе Оскањан, познати сликар Миодраг Вартабедијан-Варта, сестре Сукијасовић (Ружица, Маргита и Крунислава) које су учествовале у партизанским покретима у Другом светском рату, а такође врло познати и веома цењени Јермени Согомон Техлирјан, Аршалујс Аствацатрјан, Вахан Минахорјан, Вахан Тотомјанц, Слободан Глигоријевић. Музику песме „Востани Сербије” написао је српски Јермен Варткес Баронијан.
Јерменско-српске културне везе од 1975. учвршћује србиста и књижевник Бабкен Симоњан који је од 2002. године и члан Матице српске. На његову иницијативу је 2003. године на лингвистичком универзитету Брјусов у Јеревану отворен течај српског језика. Професор Симоњан је у периоду 2005. до 2006. предавао српски језик и књижевност на Руском филолошком факултету Јереванског државног универзитета. Између осталих дела, превео је на јерменски језик и „Горски вијенац” Петра Петровића Његоша.
Јермени су живели и у Чачку, о томе је објављена књига „Јермени у Чачку 1885—1950” 2017. године.